# Viaduc La Polvorilla
Le viaduc La Polvorilla est le nom du viaduc le plus connu du « train des nuages », sur l'ancien chemin de fer General Manuel Belgrano en Argentine.

## Géographie
Il se situe dans la province de Salta aux abords de la province de Jujuy, à cinq kilomètres de la localité de Chorrillos, et à une dizaine de kilomètres de San Antonio de los Cobres. 

## Historique
Le viaduc, construit de 1930 à 1932, est situé à 4 200 mètres d'altitude.

## Caractéristiques
C'est une structure d'acier de 224 mètres de long en courbe ; sa hauteur maximale au-dessus du sol est de 63 mètres et son poids de 1 590 tonnes.

## Galerie

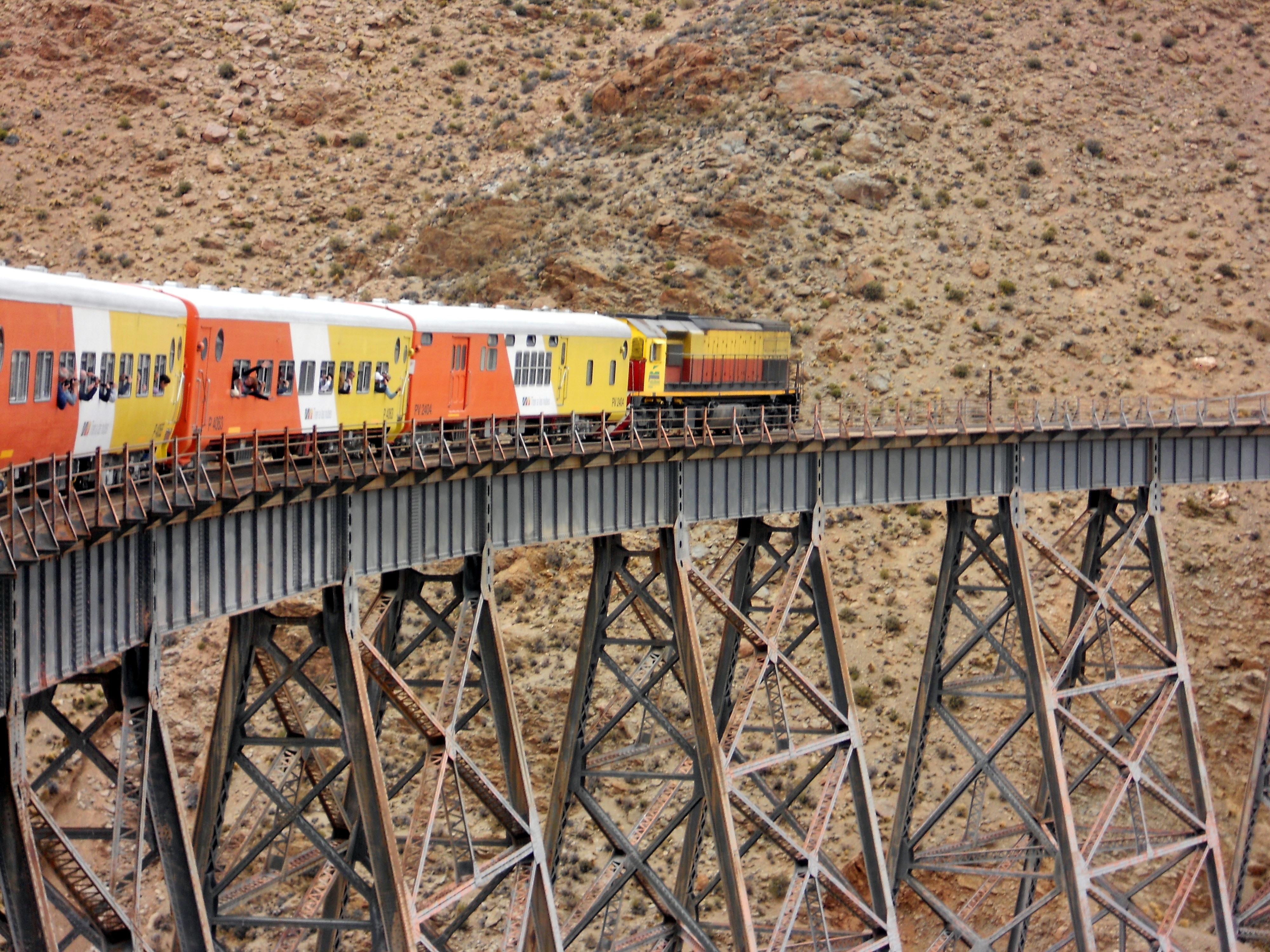
Train des nuages franchissant le viaduc.
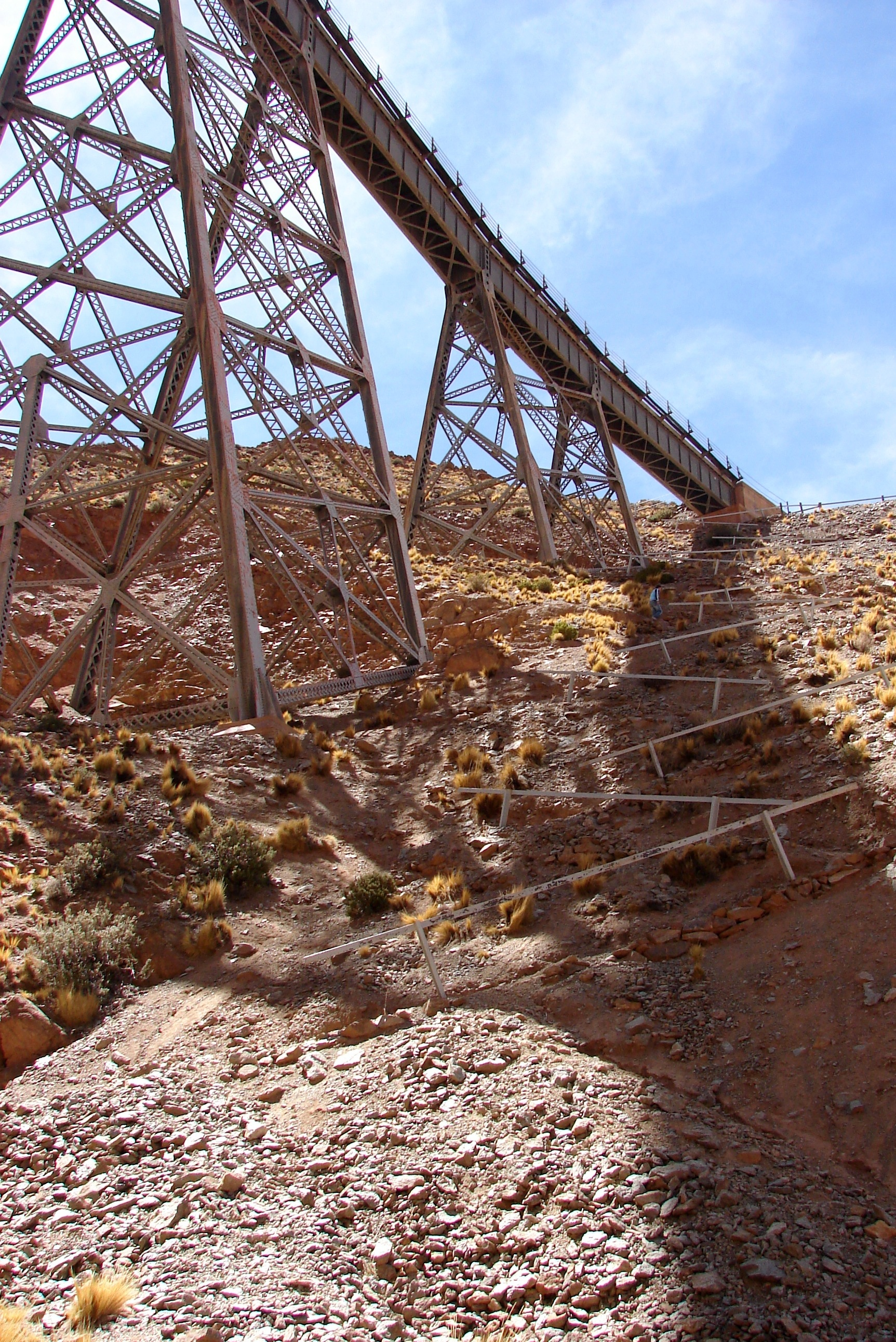
En allant vers la base du viaduc.
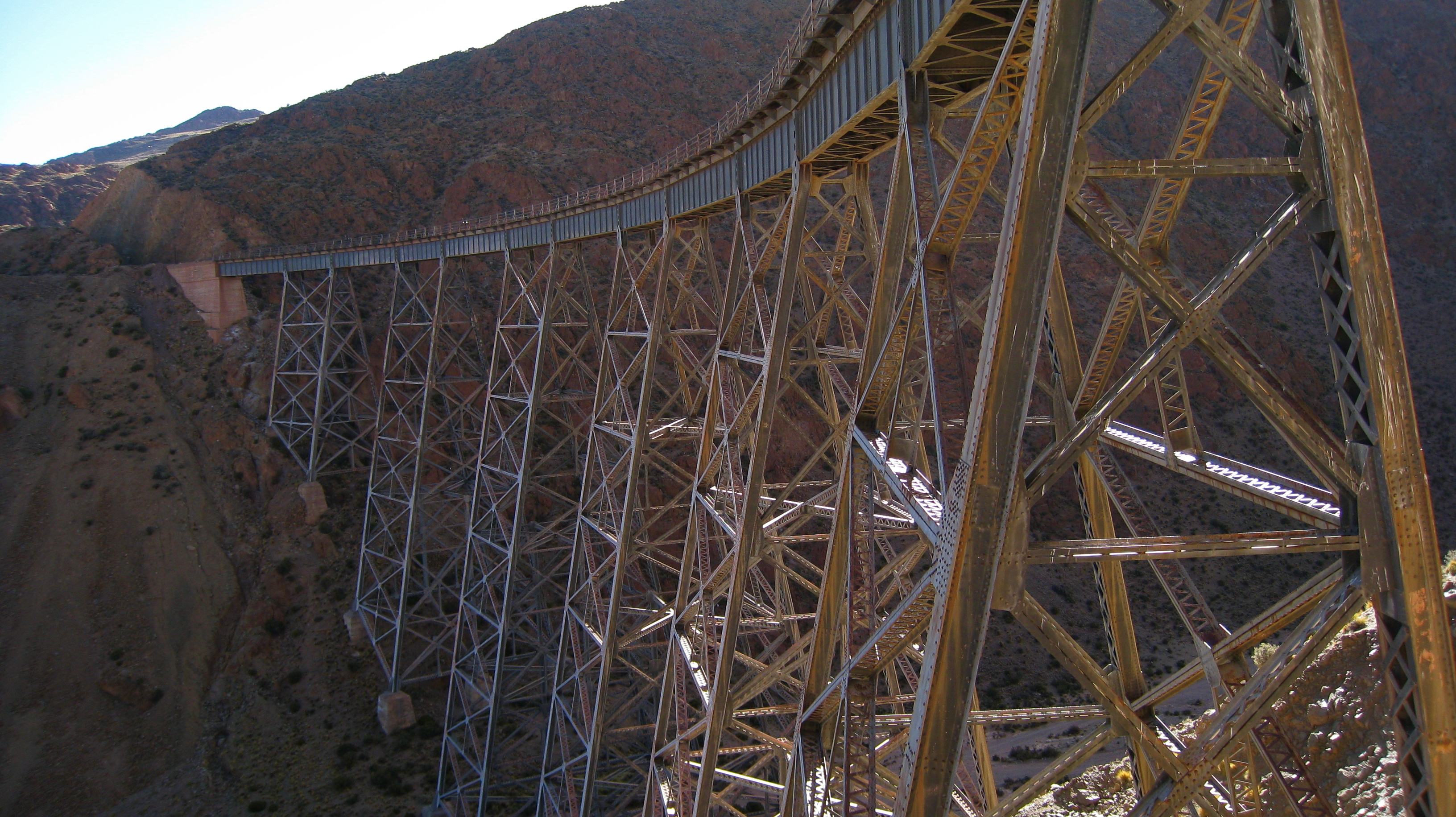
Structure métallique du viaduc.
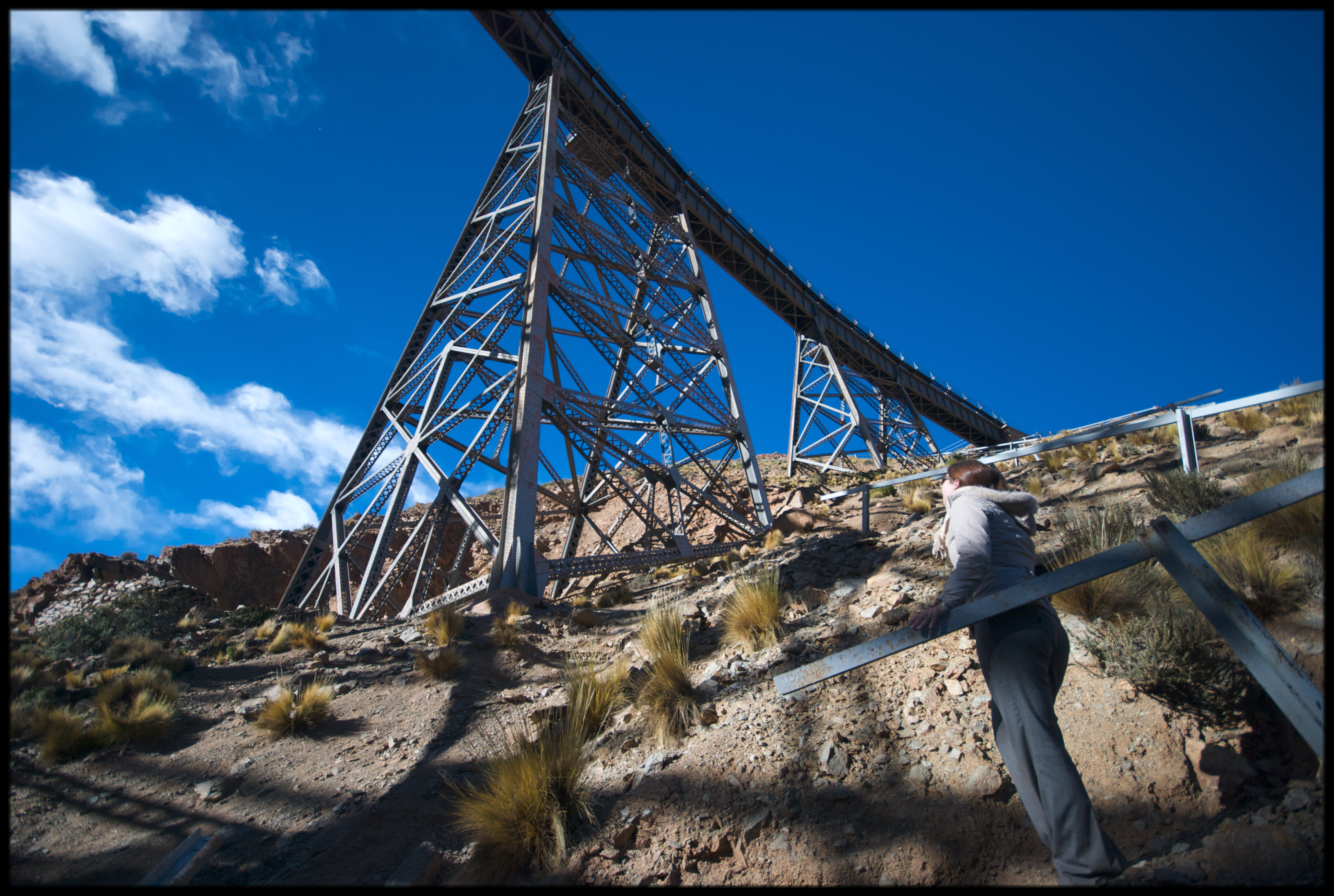
Vue d'en bas du viaduc.